# Danilo Balas
Danilo de Mascarenhas Balas (Sorocaba, 26 de agosto de 1976) é um agente federal e político brasileiro, filiado ao Partido Liberal (PL).
Atualmente é deputado estadual pelo estado de São Paulo, eleito em 2018 com 38.661 votos e reeleito em 2022 com 94.552.